# Distretto di Qibray
Il distretto di Qibray è uno dei 15 distretti della Regione di Tashkent, in Uzbekistan. Il capoluogo è Qibray.